# بطولة أوروبا لكرة الطائرة للرجال 1981
بطولة أوروبا لكرة الطائرة للرجال 1981 هو الموسم 12 من  بطولة أمم أوروبا للكرة الطائرة للرجال. أشرف على تنظيمه الاتحاد الأوروبي للكرة الطائرة، وكان عدد الأندية المشاركة فيه  12، وفاز فيه منتخب روسيا لكرة الطائرة.